# 星牙龍屬
星牙龍屬（學名：Astrodon）是種大型草食性恐龍，屬於蜥腳下目，是腕龍的近親，生活於白堊紀早期的美國東部。根據地層所含孢粉型態的年代測定，發現星牙龍是生活於阿普第階到阿爾比階之間，距今約1億1200萬年前。成年的星牙龍估計身長約15.2到18.3公尺長，頭部可高舉至多於9.1公尺高。

## 發現及物種

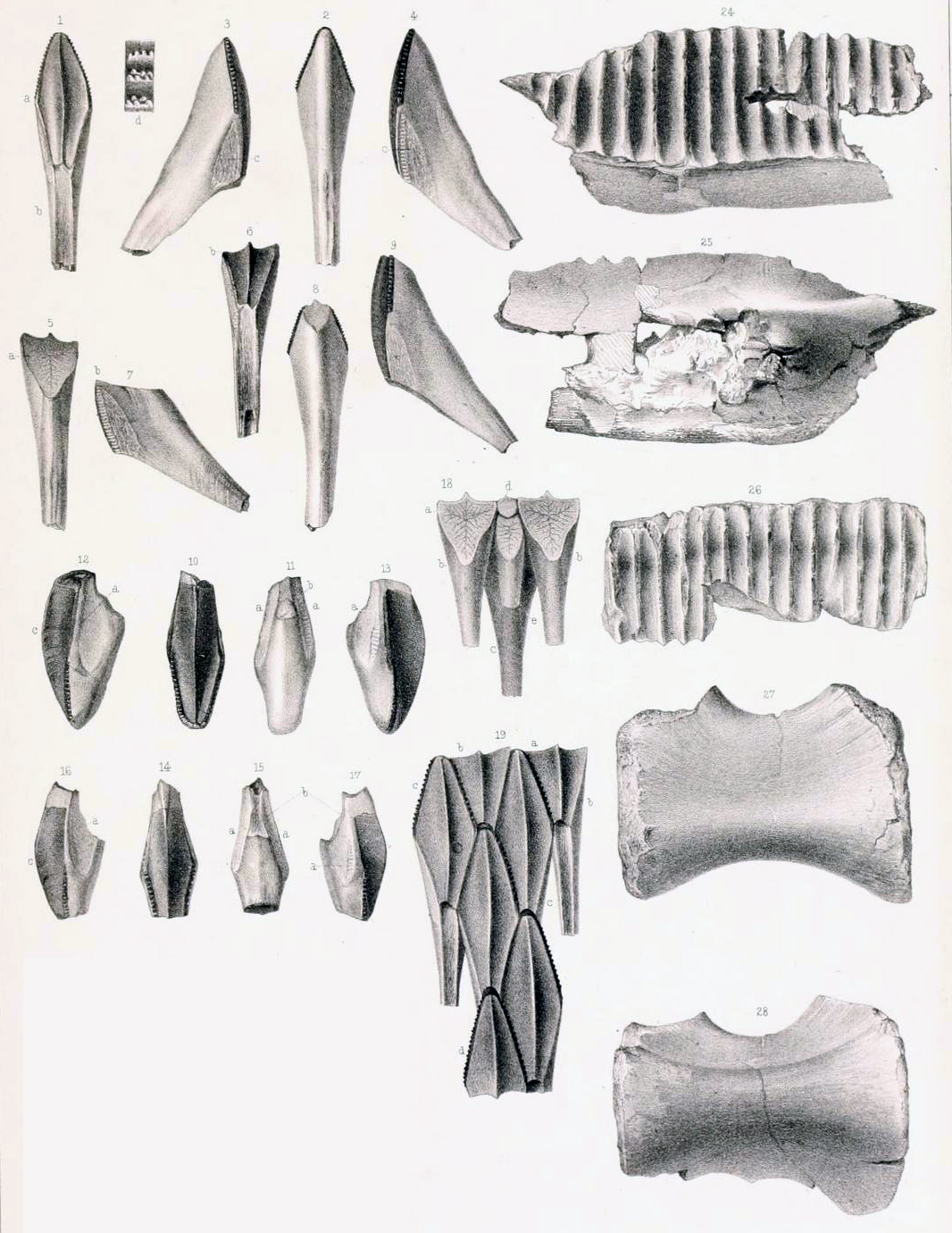
星牙龍的牙齒，位於左下層

星牙龍的化石只有兩個牙齒，發現於美國馬里蘭州的別登堡附近，屬於阿倫德爾組（Arundel Formation），並於1859年由克里斯多福·強森（Christopher Johnson）所敘述、命名。但是強森命名時沒有加上種小名，所以於1865年，約瑟夫·萊迪（Joseph Leidy）命名星牙龍的模式種為強森氏星牙龍（Astrodon johnstoni），種名是以強森為名。
在1888年，奧塞內爾·查利斯·馬什（Othniel Charles Marsh）將一些發現於阿倫德爾組的一些骨頭，命名為侏儒側空龍（Pleurocoelus nanus）及高側空龍（P. altus）。但是在1921年，查爾斯·懷特尼·吉爾摩爾（Charles W. Gilmore）提出它們應是屬於星牙龍的，肯尼思·卡彭特（Kenneth Carpenter）及Tidwell也支持這個觀點。有趣的是，星牙龍的大部份骨頭都是幼年個體。肯尼思·卡彭特及Tidwell認為馬什所命名的侏儒側空龍與高側空龍，應該是星牙龍的不同成長階段。
在1998年，星牙龍被選定為馬里蘭州的州恐龍。

## 外部連結
- Maryland State Archives